# Darío Scotto
Darío Oscar Scotto (Buenos Aires, 1º settembre 1969) è un ex calciatore argentino, di ruolo attaccante.